# Clavispora lusitaniae
Clavispora lusitaniae Rodr. Mir. – gatunek grzybów z rzędu drożdżakowców. Mikroskopijny grzyb chorobotwórczy wywołujący u ludzi grzybice i inne choroby.

## Systematyka i nazewnictwo
Pozycja w klasyfikacji według Index Fungorum: Clavispora, Metschnikowiaceae, Saccharomycetales, Saccharomycetidae, Saccharomycetes, Saccharomycotina, Ascomycota, Fungi.
Synonimy:
- Candida lusitaniae Uden & Carmo Souza 1959,
- Candida obtusa Dietrichson ex Uden & Carmo Souza 1970,
- Candida obtusa Dietrichson ex Uden & Carmo Souza 1959,
- Candida parapsilosis var. obtusa Dietrichson 1954,
- Saccharomyces carmosousae Montrocher 1968.

## Morfologia i metabolizm
Jest grzybem drożdżopodobnym, tworzącym jajowate, elipsoidalne lub wydłużone komórki o wymiarach 2–6 × 2–10 µm, podobne do gatunków Candida, np. Candida tropicalis. Kolonie Clavispora lusitaniae mają kremową barwę i gładką powierzchnię. W odróżnieniu od dobrze zbadanego gatunku Candida albicans, C. lusitaniae nie jest w stanie rozwinąć prawdziwych strzępek, a jedynie pseudostrzępki, którymi są blastokonidia ze zwężoną szyjką pączkującą pomiędzy konidium a pierwszą septą tworzonej germ tube. Na podłożu CHROMagar kolonie uzyskują kolor od różowawego do fioletowego, co pozwala na ich odróżnienie od C. tropicalis, ponieważ oba gatunki są morfologicznie podobne.
Genom C. lusitaniae ma osiem chromosomów i należy do kladu Candida CTG.57, którego wspólną cechą jest niekonwencjonalne wykorzystanie kodonu CUG do kodowania seryny zamiast leucyny. Ponieważ C. lusitania przechodzi fazę płciową, może przejść od formy haploidalnej do diploidalnej. Genom C. lusitaniae zawiera 12,11 Mbp (milionów par zasad), zawartość GC 44,5%, łącznie 6153 geny kodujące białka i pięć pseudogenów.
Metabolizm C. lusitaniae jest słabo zbadany, ale wiadomo, że organizm ten metabolizuje glukozę, celobiozę i celotriozę, ale nie rozkłada celotetrozy, co jest cechą fenotypową odróżniającą ten gatunek od Meyerozyma guilliermondii. C. lusitaniae może również wykorzystywać galaktozę, sacharozę, maltozę, laktozę i trehalozę jako źródło wegla. Podobnie jak inne gatunki drożdżopodobne, potrafi na drodze fermentacji wytwarzać etanol z D-ksylozy w warunkach beztlenowych. Ta zdolność do dostosowania metabolizmu w celu asymilacji różnych źródeł węgla powoduje odporność na niektóre leki, takie jak amfoterycyna B; komórki rosnące w laktozie są około 10 razy bardziej oporne na lek niż komórki rosnące w obecności glukozy jako źródła węgla. Na podstawie tych cech metabolicznych można C. lusitaniae zidentyfikować badając jego asymilację sorbozy, ramnozy i 2- keto-D-glukonianu.

## Znaczenie
Jest jednym z patogenów powodujących grzybice, a także zapalenie otrzewnej, zapalenie opon mózgowo-rdzeniowych i infekcje dróg moczowych. Najczęściej atakuje pacjentów z obniżoną odpornością i pewnymi chorobami współistniejącymi. Chociaż jest to patogen występujący rzadko, a śmiertelność wywołana przez niego nie przekracza 5%, wiadomo, że niektóre izolaty są oporne na leki przeciwgrzybicze, takie jak amfoterycyna B, 5-fluorocytozyna i flukonazol. Zjadliwość C lusitaniae wynika także z hydrofobowości powierzchni jej komórek i zdolności do tworzenia biofilmu.
C. lusitaniae, pomimo tego, że jest rzadkim patogenem, wzbudził szczególne zainteresowanie jako patogen szpitalny ze względu na zwiększoną częstość występowania w XXI w. Atakuje pacjentów z obniżoną odpornością, pacjentów długotrwale leczonych antybiotykami, hospitalizowanych, pacjentów z chorobami nowotworowymi, poddawanych chemioterapii lub przeszczepom szpiku kostnego. Zwiększone jest także ryzyko infekcji tym patogenem podczas stosowania cewników, ponieważ są one głównymi rezerwuarami grzybów drożdżopodobnych. Odnotowano także zakażenia tym gatunkiem poprzez kontakt międzyludzki.